# Calcul du volume de l'hypersphère
La démonstration mathématique suivante pour le calcul du volume de l'hypersphère dépend des définitions précises de la sphère et de la boule. Le volume intérieur d'une sphère est le volume de la boule délimitée par la sphère.

## Calcul
On effectue ici en coordonnées cartésiennes orthonormales dans l'espace euclidien.

### Formule de récurrence
On note {\displaystyle V^{(n)}[r]} le volume de la boule de rayon r en dimension n ≥ 1.
Alors :
{\displaystyle V^{(1)}[r]=2r}
parce que c'est la longueur d'un segment deux fois plus long que le rayon, c'est-à-dire
{\displaystyle \{x\in \mathbb {R} :|x|\leq r\}=[-r,r].}
La sphère de dimension 0 qui borde cette boule est constituée des deux points r et –r.
Pour tout n ≥ 1, on a (d'après le théorème de Fubini) :
{\displaystyle V^{(n+1)}[r]=\int _{-r}^{r}V^{(n)}\left[{\sqrt {r^{2}-x^{2}}}\,\right]~{\rm {d}}x.}

### Le volume est proportionnel à lan-ième puissance du rayon
On montre premièrement par récurrence sur n que le volume d'une n-boule est proportionnel à la n-ième puissance de son rayon. L'égalité a déjà été établie en dimension 1. On suppose maintenant que ce soit vrai en dimension n, c'est-à-dire
{\displaystyle V^{(n)}[r]=r^{n}V^{(n)}[1].}
Alors,
{\displaystyle {\begin{aligned}V^{(n+1)}[r]&=\int _{-r}^{r}V^{(n)}\left[{\sqrt {r^{2}-x^{2}}}\,\right]~{\rm {d}}x\\&=r\int _{-1}^{1}V^{(n)}\left[{\sqrt {r^{2}-(rx)^{2}}}\,\right]~{\rm {d}}x\\&=r\int _{-1}^{1}V^{(n)}\left[r{\sqrt {(1-x^{2})}}\,\right]~{\rm {d}}x\\&=r\int _{-1}^{1}r^{n}V^{(n)}\left[{\sqrt {(1-x^{2})}}\,\right]~{\rm {d}}x\\&=r^{n+1}V^{(n+1)}[1].\end{aligned}}}
On a établi que pour tout n ≥ 1, le volume d'une n-boule est proportionnel à la n-ième puissance de son rayon ; c'est-à-dire que si on note {\displaystyle V^{(n)}[1]} le volume de la n-boule unitaire, on a :
{\displaystyle V^{(n)}[r]=r^{n}V^{(n)}[1],}
{\displaystyle V^{(n+1)}[1]=\int _{-1}^{1}\left({\sqrt {1-x^{2}}}\,\right)^{n}V^{(n)}[1]~{\rm {d}}x=V^{(n)}[1]\int _{-1}^{1}\left({\sqrt {1-x^{2}}}\,\right)^{n}~{\rm {d}}x.}

### Deux ou trois dimensions
Dans le cas de {\displaystyle V^{(2)}[1]} on a :
{\displaystyle V^{(2)}[1]=V^{(1)}[1]\int _{-1}^{1}{\sqrt {1-x^{2}}}~{\rm {d}}x=2\left.{\frac {x{\sqrt {1-x^{2}}}+\arcsin x}{2}}\right|_{x=-1}^{1}=\pi ,}
qui est « l'aire intérieure du cercle unité », ou plus exactement, l'aire du disque borné par ce cercle. On en déduit facilement :
{\displaystyle V^{(3)}[1]=V^{(2)}[1]\int _{-1}^{1}\left(1-x^{2}\right)~{\rm {d}}x={\frac {4}{3}}\pi .}
Ceci est « le volume intérieur de la sphère unité », ou plus exactement, le volume de la boule délimitée par cette sphère.

### Cas général

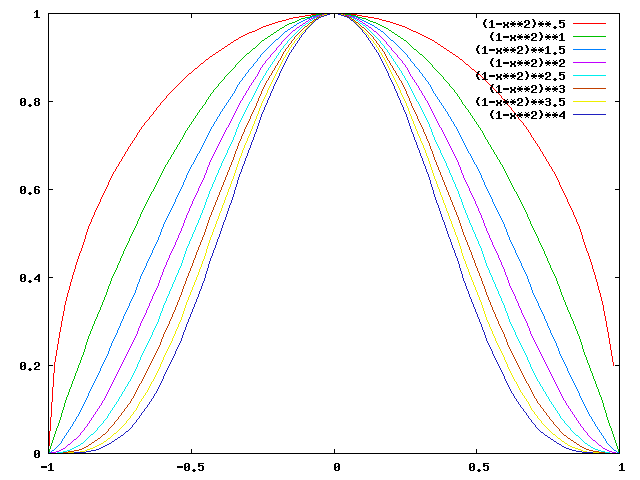
Visualisation des fonctions intégrées ici.

On généralise cette démonstration au cas de la boule en dimension supérieure :
{\displaystyle V^{(n+1)}[1]=V^{(n)}[1]\int _{-1}^{1}\left(1-x^{2}\right)^{n/2}~{\rm {d}}x=V^{(n)}[1]\cdot 2\int _{0}^{1}\left(1-x^{2}\right)^{n/2}~{\rm {d}}x.}
Les hyperboules se pincent de plus en plus comme la dimension croît. Plus précisément, puisqu'on intègre en coordonnées cartésiennes, et que les boîtes rectangulaires circonscrites aux boules s'étendent de plus en plus hors des boules comme la dimension croît, les boules paraissent de plus en plus pincées au point de vue des coordonnées choisies.
On a ainsi :
{\displaystyle V^{(n+1)}[1]=V^{(n)}[1]~2\int _{0}^{1}\left(1-x^{2}\right)^{n/2}~{\rm {d}}x\ {\overset {u\leftarrow x^{2}}{=}}\ V^{(n)}[1]\int _{0}^{1}(1-u)^{n/2}u^{-1/2}~{\rm {d}}u=\mathrm {B} \left({\frac {n}{2}}+1,{\frac {1}{2}}\right),}
où la fonction B est  la fonction bêta, qui peut être exprimée au moyen de la fonction gamma :
{\displaystyle V^{(n+1)}[1]=V^{(n)}[1]{\frac {\Gamma \left({\frac {n}{2}}+1\right)\Gamma \left({\frac {1}{2}}\right)}{\Gamma \left({\frac {n}{2}}+{\frac {3}{2}}\right)}}=V^{(n)}[1]{\frac {\Gamma \left({\frac {n}{2}}+1\right)\Gamma \left({\frac {1}{2}}\right)}{\Gamma \left({\frac {n+1}{2}}+1\right)}}.}
À partir de la relation {\displaystyle \Gamma \left({\frac {1}{2}}\right)={\sqrt {\pi }},} on peut facilement vérifier par récurrence que pour tout n ≥ 1,
{\displaystyle V^{(n)}[1]={\frac {\pi ^{n/2}}{\Gamma \left({\frac {n}{2}}+1\right)}}.}
Et donc finalement, pour un rayon {\displaystyle r} on aura
{\displaystyle V^{(n)}[r]={\frac {\pi ^{n/2}r^{n}}{\Gamma \left({\frac {n}{2}}+1\right)}}={\begin{cases}{\displaystyle {\frac {\pi ^{n/2}r^{n}}{(n/2)!}}}&{\mbox{si }}n{\mbox{ est pair,}}\\[4pt]{\displaystyle {\frac {2^{n}\ ({\frac {n-1}{2}})!\ \pi ^{(n-1)/2}r^{n}}{n!}}={\frac {2^{(n+1)/2}\ \pi ^{(n-1)/2}r^{n}}{1\cdot 3\cdot 5\cdot \ \ldots n}}}&{\mbox{si }}n{\mbox{ est impair.}}\end{cases}}}

### Forme générale du volume et aire de l'hypersphère
Par « désintégration de mesure », l'aire de l'hypersphère de dimension n – 1 est la dérivée, par rapport à son rayon, du volume de la boule de dimension n qu'elle borde.
Puisque le volume de la boule de dimension n est :
{\displaystyle V^{(n)}[r]={\frac {\pi ^{n/2}r^{n}}{\Gamma \left({\frac {n}{2}}+1\right)}},}
alors l'aire de l'hypersphère de dimension n – 1 qui la borde est :
{\displaystyle S^{(n-1)}[r]={\frac {\partial }{\partial r}}V^{(n)}[r]={\frac {\pi ^{n/2}nr^{n-1}}{\Gamma \left({\frac {n}{2}}+1\right)}}={\frac {n}{r}}.V^{(n)}[r]}.
Et comme {\displaystyle {\Gamma \left({\frac {n}{2}}+1\right)}={\frac {n}{2}}{\Gamma \left({\frac {n}{2}}\right)}} on peut écrire aussi :
{\displaystyle S^{(n-1)}[r]={\frac {2\pi ^{n/2}r^{n-1}}{\Gamma \left({\frac {n}{2}}\right)}}.}

### Récurrence d'ordre 2
À partir de la récurrence d'ordre 1 :
{\displaystyle V^{(n+1)}[1]=V^{(n)}[1]~\mathrm {B} \left({\frac {n}{2}}+1,{\frac {1}{2}}\right),~}
utilisée plus haut directement pour exprimer V(n) en termes de la fonction gamma, une alternative est d'écrire une récurrence d'ordre 2 :
{\displaystyle V^{(n)}[1]=V^{(n-2)}[1]~\mathrm {B} \left({\frac {n+1}{2}},{\frac {1}{2}}\right)\mathrm {B} \left({\frac {n}{2}},{\frac {1}{2}}\right)~}
qui, d'après les propriétés de la fonction bêta, se simplifie en :
{\displaystyle V^{(n)}[1]={\frac {2\pi }{n}}~V^{(n-2)}[1].}
Par récurrence (en séparant les cas n pair et impair), on retrouve alors la formule donnée précédemment, qui peut aussi s'écrire :
{\displaystyle V^{(n)}[1]={\begin{cases}{\displaystyle \prod _{k=0}^{{\frac {n}{2}}-1}{2\pi  \over n-2k}}&{\mbox{si }}n{\mbox{ est pair,}}\\[4pt]{\displaystyle {\frac {1}{\pi }}\prod _{k=0}^{n-1 \over 2}{2\pi  \over n-2k}}&{\mbox{si }}n{\mbox{ est impair.}}\end{cases}}}
Par ailleurs, une manière plus directe de démontrer cette formule de récurrence d'ordre 2 est de procéder comme pour celle d'ordre 1 :
{\displaystyle V^{(n)}[1]=\int _{x^{2}+y^{2}\leq 1}V^{(n-2)}\left[{\sqrt {1-x^{2}-y^{2}}}\right]~\mathrm {d} x\,\mathrm {d} y=V^{(n-2)}[1]\int _{x^{2}+y^{2}\leq 1}(1-x^{2}-y^{2})^{(n-2)/2}~\mathrm {d} x\mathrm {d} y={\frac {2\pi }{n}}~V^{(n-2)}[1],}
la dernière égalité venant du passage en coordonnées polaires :
{\displaystyle \int _{x^{2}+y^{2}\leq 1}(1-x^{2}-y^{2})^{(n-2)/2}~\mathrm {d} x\,\mathrm {d} y=2\pi \int _{0}^{1}(1-r^{2})^{(n-2)/2}~r~\mathrm {d} r=\pi \int _{0}^{1}u^{(n/2)-1}~\mathrm {d} u={\frac {2\pi }{n}}.}

## Généralisation
Cette méthode d'intégration peut être généralisée aux espaces Lp (ce qui précède correspond au cas p = 2). En effet, on a une relation de récurrence pour la boule unité de {\displaystyle \ell _{n}^{p},}
{\displaystyle V^{(n+1)}[1]=V^{(n)}[1]\int _{-1}^{1}{\big (}1-|x|^{p}{\big )}^{n/p}~{\rm {d}}x,}
de laquelle on peut retrouver la formule :
{\displaystyle V^{(n)}[r]={\frac {\left[2\,\Gamma \left({\frac {1}{p}}+1\right)r\right]^{n}}{\Gamma \left({\frac {n}{p}}+1\right)}}}
pour le volume de la boule de rayon r dans {\displaystyle \ell _{n}^{p},} la mesure de volume étant, comme auparavant, celle de Lebesgue en coordonnées orthonormales. Il n'est plus possible de calculer l'aire de la surface comme la dérivée du volume par rapport au rayon parce que le rayon n'est plus partout normal à la surface.
Cette généralisation a des applications en théorie de l'information, en particulier pour le codage de l'information.